# Хлорарахніофітові водорості
Хлорарахніофітові водорості (Chlorarachniophyta) — клас протистів типу Церкозої (Cercozoa). За класифікаціями Cavalier-Smith (1993) та Ishida et al. (2007) підноситься рангу відділу.

## Історія досліджень
Таксон хлорарахніофітових водоростей (Chlorarachniophyta) встановлений у 1984 р. під час дослідження ультратонкої будови Chlorarachnion reptans — амебоїдної водорості, яку раніше включали до відділу жовтозелених (ксантоподових) водоростей (Xanthophyta). Цей вид вперше був виділений з культури морського мулу у 20-х роках XX ст. У 1987 році описано другий представник групи — Cryptochlora perforans, що виділений у культуру з відмерлих таломів морських сифональних водоростей. Пізніше було знайдено ще кілька видів. Біохімічні, а згодом — і молекулярно-біологічні дослідження підтвердили самостійність хлорарахніофітових як таксону вищого рангу.

## Опис
Клітини голі, без війок, амебоїдні. Пластиди вторинно симбіотичні (чотиримембранні), хлорофітного типу, з нуклеоморфом між другою та третьою мембранами. Хлоропласти забарвлені в зелений колір і містять хлорофіли а та b, які не маскуються додатковими пігментами.
Клітини утворюють велику кількість тонких розгалужених ризоподій. Вони з'єднують клітини у сітчасті колонії, які називають плазмодієм. Кількість клітин у колонії коливається від кількох до 150. Кожна клітина колонії здатна до активного руху за допомогою псевдоподій.

## Розмноження
Розмноження відбувається поділом клітин надвоє або за допомогою зооспор. За несприятливих умов амебоїдні клітини можуть набувати сферичної форми, вкриватися оболонкою і переходити у кокоїдний стан.
У Chlorarachniophyta спостерігалось статеве розмноження, проте його особливості, місце проходження мейозу та зміна ядерних фаз лишаються нез'ясованими.

## Систематика
Станом на 2017 рік описано 16 видів у 9 родах. Ще близько 100 видів неописано.
- Клас Chlorarachniophyceae Hibberd & Norris 1984[2] [Chlorarachnea Cavalier-Smith 1998; Chlorarachniophyta Hibberd & Norris 1984; Chlorarachnia Cavalier-Smith 1993]
  - Порядок Minorisida Cavalier-Smith 2017[3]
    - Родина Minorisidae Cavalier-Smith 2017
      - Рід Minorisa Del Campo 2013
        - Minorisa minuta Del Campo 2013

  - Порядок Chlorarachniales Ishida & Hara 1996 [Chlorarachniida Hibberd & Norris 1984]
    - Родина Chlorarachniaceae (Pascher 1939) Ishida & Hara 1996
      - Рід Amorphochlora Ishida, Yabuki & Ota 2011
        - Amorphochlora amoebiformis (Ishida & Hara 1996) Ishida, Yabuki & Ota 2011 [Lotharella amoeboformis Ishida & Hara 1996]

      - Рід Bigelowiella Moestrup 2001
        - B. longifila Shuhei, Kunihiko & Kenichiro 2007
        - B. natans Moestrup 2001

      - Рід Chlorarachnion Geitler 1930
        - Chlorarachnion reptans Geitler 1930

      - Рід Cryptochlora Calderon-Saenz & Schnetter 1987
        - Cryptochlora perforans Calderon-Saenz & Schnetter 1987

      - Рід Gymnochlora Ishida, Nakayama & Hara 1996
        - G. dimorpha Ota 2011
        - G. stellata Ishida, Nakayama & Hara 1996

      - Рід Lotharella Ishida & Hara 1996
        - L. scrobicolata Ishida & Hara 
        - L. polymorpha Dietz et al. 2003
        - L. vacuolata Ota & Ishida 2005
        - L. oceanica Ota 2009
        - L. reticulosa Ohta 2012
        - L. globosa (Ishida & Hara 1994) Ishida & Hara 1996 [Chlorarachnion globosum Ishida & Hara 1994]

      - Рід Norrisiella Ota, Ueda & Ishida 2007
        - Norrisiella sphaerica Ota, Ueda & Ishida 2007

      - Рід Partenskyella Ota et al. 2009
        - Partenskyella glossopodia Ota et al. 2009